# Coptelke
Coptelke románul: Pădurenii, falu Romániában, Erdélyben, Kolozs megyében.

## Fekvése
Szamosújvártól északkeletre, Szásznyírestől délre fekvő település.

## Neve
Coptelke nevét 1424-ben említette először oklevél 'Kepthelke néven. További névváltozatai: Kepthelke (1424), Zopthelkee (1436), Chapteleke (1456), Czobthelke (1462), Chopthelke (1599), Czaptelke (1601), 1616-ban Csiaptelke és Czioptelke (1616).
Román elnevezései: Țopu (1854), Ciopu (1947), Pădurenii (1964 óta).

## Története
Kezdettől fogva a bálványosvári uradalomhoz tartozott, 1407-ben Szánthói Laczk Jakab és Dávid testvérek birtokába került, akik 1424-ben kölcsönös örökösödési szerződésre léptek Móriczhidi Jánossal s ennek fiaival: Miklóssal és Simonnal, de a szerződés csak a nádor előtt történt, semmi sem lett belőle. 1456-ban Szánthói Laczk Jakab örökös nélküli halála után az uradalom felét és vele Czoptelkét is megnyerte Losonczi Bánffy László, Zsigmond s Losonczi Dezső Dénes fia; a másik felét pedig Várdai Aladár és Miklós testvérek.
Szent Mihály és Gábriel arkangyaloknak szentelt görögkatolikus fatemplomát említi egy 1733-as összeírás; ezt 1937-ben eladták és Csicsógombásra szállították, innen a füzesmikolai kolostorba került. Helyette a görögkatolikusok az új, 1936-ban vagy 1937-ben Iuliu Hossu püspök által felszentelt kőtemplomot használták. 1926-1930 körül a Szentléleknek szentelt ortodox templom épült a görögkatolikus lakosság tiltakozó akciói ellenére.
A trianoni békeszerződés előtt Szolnok-Doboka vármegye Szamosújvári járásához tartozott.

## Lakossága
- 1750-ben 260, 1766-ban 230, 1784-ben 304 lakosa volt, mind görögkatolikusok.
- 1857-ben 64 háztartásban 341 görögkatolikus lakost, 1886-ban 73 háztartásban 370 román lakost jegyeztek fel.
- 1891-ben 352 lakosból 336 görögkatolikus román oláh, 15 izraelita és 1 örmény-katolikus volt.
- 1910-ben 499 lakosából 444 román, 36 cigány, 16 német volt.